# Taur Matan Ruak
José Maria Vasconcelos, känd under pseudonym Taur Matan Ruak (Tetum för "Två skarpa ögon"), född den 10 oktober 1956, är en östtimoriansk politiker. Han var landets president mellan 2012 och 2017 då han efterträddes på posten av Francisco Guterres. Den 22 juni 2018 blev Ruak premiärminister.
Ruak fick drygt 61 % av rösterna i presidentvalets andra omgång, i april 2012. Han var, i likhet med huvudmotståndaren Francisco Guterres, gerillaledare under Östtimors 24-åriga befrielsekamp mot Indonesien.